# ペルーン

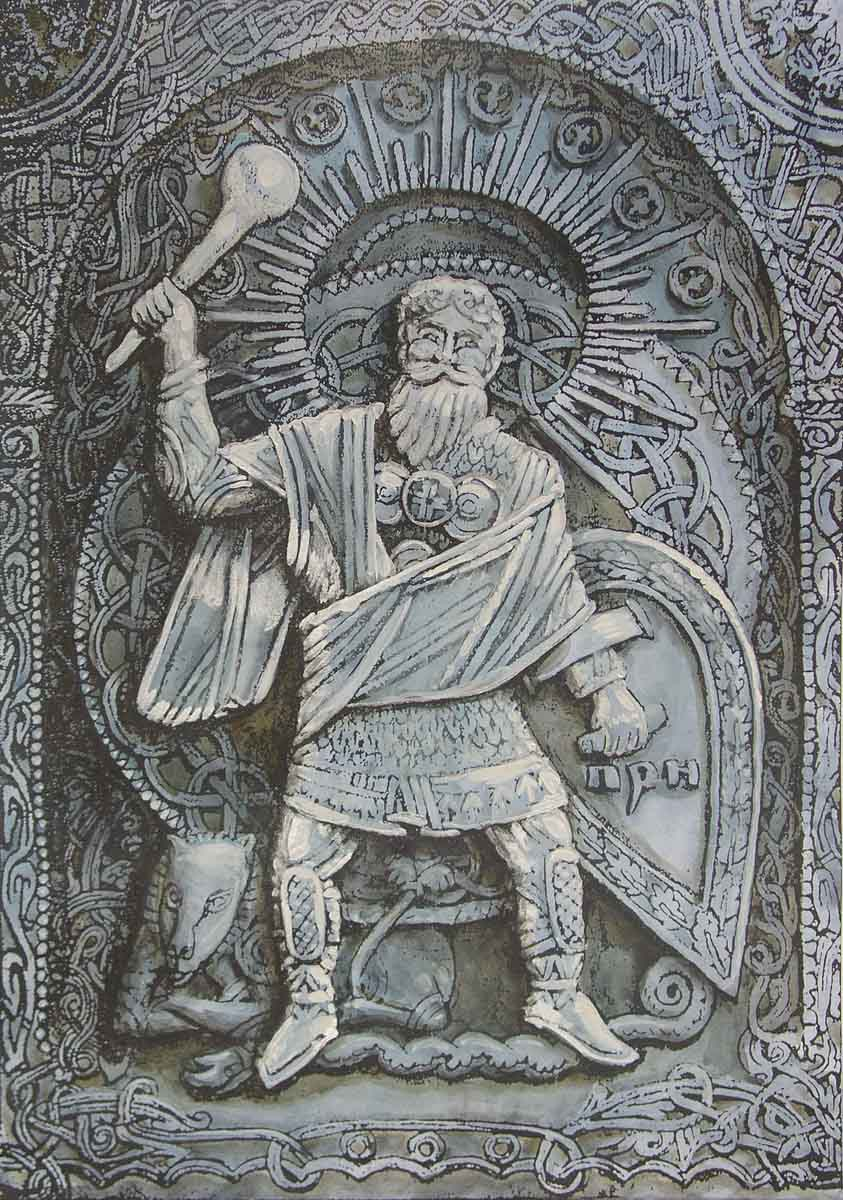
Maximilian Presnyakovが描いたペルーン（1998年）

ペルーン（ウクライナ語 / キリル表記：Перун、ラテン表記：Perun）またはペルンは、スラヴ神話の主神であり、雷神。ロシア語ではほかにピィエルン (Pyerun)、またポーランド語ではピョルンまたはピオルン (Piorun)、チェコ語ではペラウン、スロバキア語ではペロンという名前で呼ばれる。ペルーンはまた、ペルーヌ (Perunu) とも呼ばれる。名前の語源は最古のアーリア族時代に求められる。

## 神話

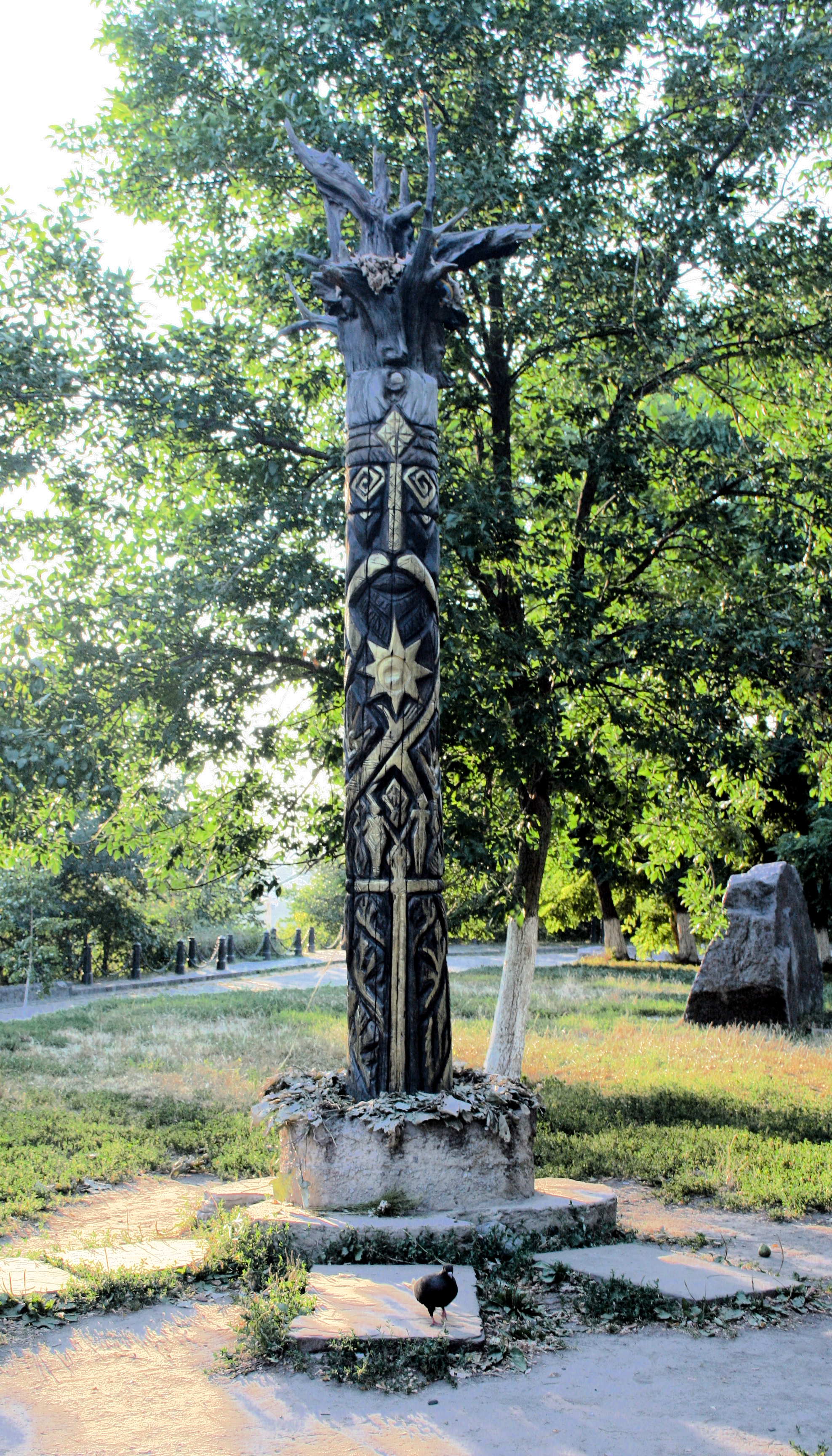
ペルーンの木像。ウクライナ・キエフにて。

スラヴ神話における東スラブの最高神と考えられている。その名には「雷で打つ者」を意味するという説もある。名前については、近隣のバルト地方で信仰されていた神ペルクーナスやペールコンスと語源が近いとも、前述のように、アルバニアのペレンディや北欧神話のフィヨルギュンといった印欧神話の神々の名前と語源学や神話学の面で近いとも考えられている。
類似する多くの雷神と同じように、髭を生やした中年男性の姿をしている。石臼に乗って空を飛びながら稲妻を放ち雷鳴を轟かせる。また、19世紀の民俗学者アファナーシェフが紹介するところでは、ペルーンは雷と稲妻を武器とし、敵対者に向かって炎の矢を降らせる。その乗り物は翼のある馬が引く馬車で、空を駆け、農地に雨を降らすという。時には、地上にあって空の雲を払い、雪解けと温かな陽光をもたらす豊穣神の面を見せる。
1202年に書かれた『言語母論』においては、ペルーンは「ジュピター」という名前で訳されている。こうした点から、19世紀以降、研究者はペルーンを、ギリシア神話で稲妻を用いるゼウスや北欧神話で鎚を振るうトールと同様の雷神とみなすことが多い。またアーサー・コットレルは、882年にヴァイキングのオーレクがキエフを攻略し支配したことによって、トール信仰がペルーンなどスラヴの雷神信仰に影響を与え、ペルーンがトールと似た性質を備えるようになったと考えている。

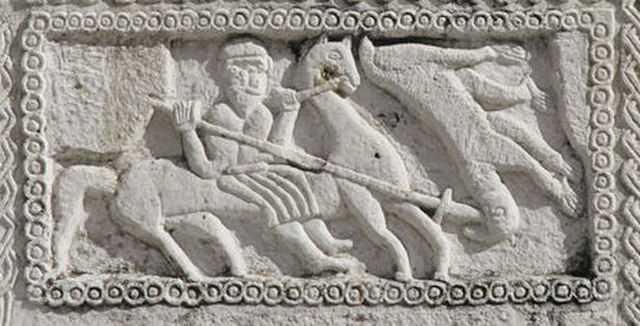
ヴォーロスを打ち負かすペルーン

ペルーンの神話では、天空に座するペルーンと大地に座するヴォーロスがしばしば対立している。その一騎討ちに勝利を収めたペルーンは、水や家畜や女性を解放し、農作物の実りを豊かにする慈雨をもたらす。そのため、雷や雨、それによってもたらされる豊穣の神と解釈され、南スラヴの降雨儀式の中に、その痕跡が残っている。

## 信仰

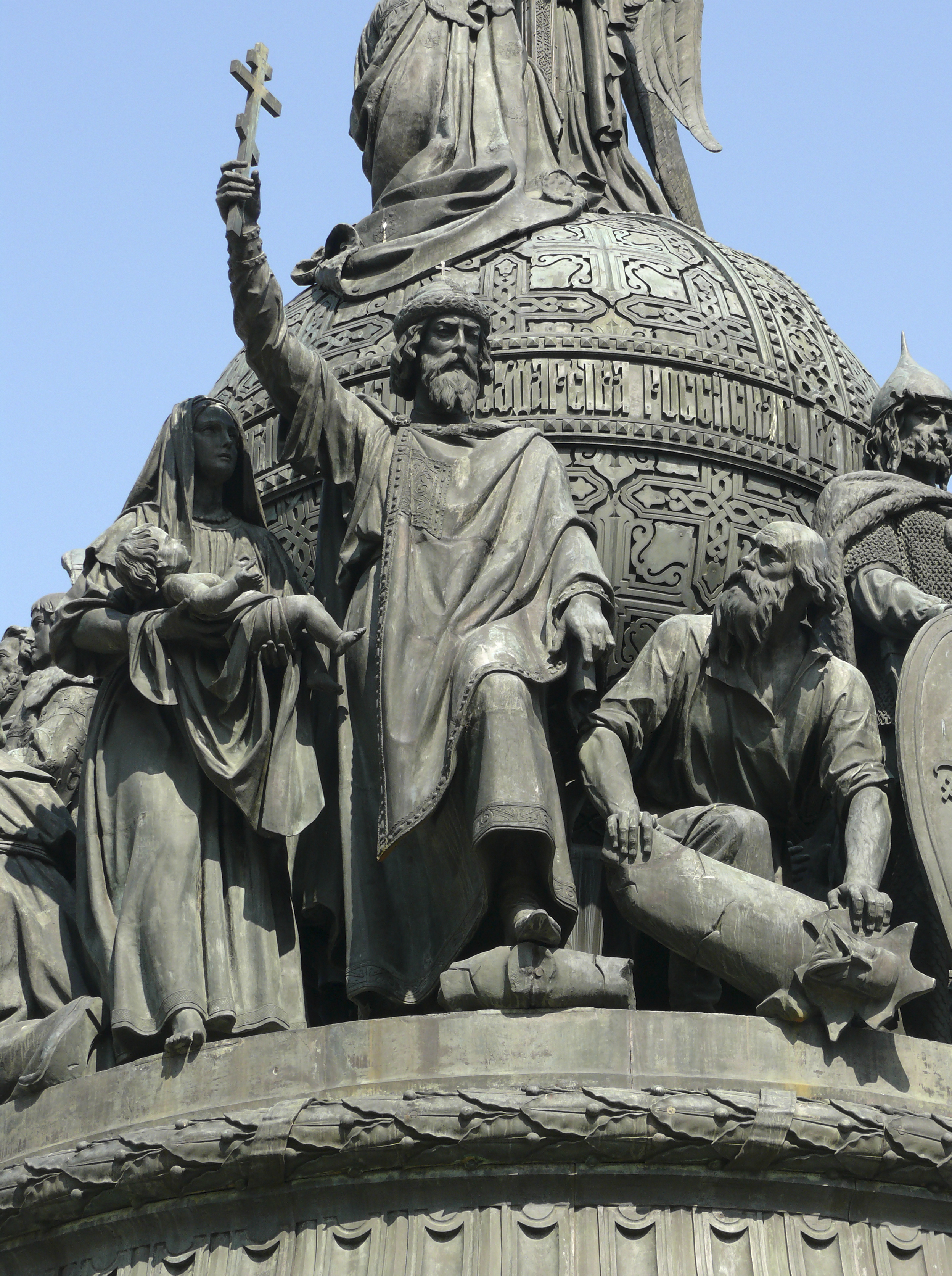
ノヴゴロドにあるロシア建国一千年祭記念碑像では、キエフ・ルーシのキリスト教化が表現されている。画像中央の十字架を掲げたウラジーミルの傍らで、男性がペルーンの神像を取り除いている。

ペルーンは、『ルーシ原初年代記』980年の項目の一番に名前が挙がり、ルーシの侯と従士団がペルーンと武器に誓いを立てる場面が3箇所にみられるなど、守護神として、また軍神として崇められていた。キエフ大公オリガと彼女の率いる戦士達が、戦場へ赴くにあたって、ペルーンの加護を祈った、またイーゴリ大公が、ペルーンの偶像の立つ岡の上に、己の装備していた武器と盾、及び黄金を置いた、などの伝承がある。
ペルーンへの信仰は東スラヴの各所に存在したと言われている。キエフ大公ヴラジーミルが造らせた、キエフの丘に立つ6体の神像のうち1体もペルーンであった。頭部は銀、髭は金で彩られた神として表現されていたという。このキエフの丘には、他にも5柱の神（ストリボーグ、ダジボーグ、ホルス、モコシとセマルグル）が祀られていた。人々はこれらの神像に、家族で集って参拝し、生贄も捧げていた。
988年、ヴラジーミルは古来の宗教からキリスト教（正教）へ改宗することを決め、家臣達にも洗礼を受けさせた。ペルーンを主として信仰していた支配階層が改宗していったことで、ペルーンへの信仰は失われ、その像はドニエプル川に投棄されたという。そして古来の神々は異教とみなされ、排斥されていった。しかしペルーンは、後に旧約聖書の預言者エリヤに結び付けられた。また、一般の人々は、不思議な鋤を持つ力強い農夫の姿をした神として、ペルーンの事を語り継いでいった。
6世紀の東ローマ帝国にいたプロコピオスの記録によれば、スラヴ人が最も重要視していた神は稲妻の神であり、牛などの動物で供犠を行っていたという。スラヴ人のいた地域には、ペルーンまたはペルーヌに由来する地名が数多く残っている（クロアチアのペルナ・ドゥヴラヴァ (Peruna Dubrava)、ブルガリアのペルニクやペルシティツァなど）。